# Heinz de Specht

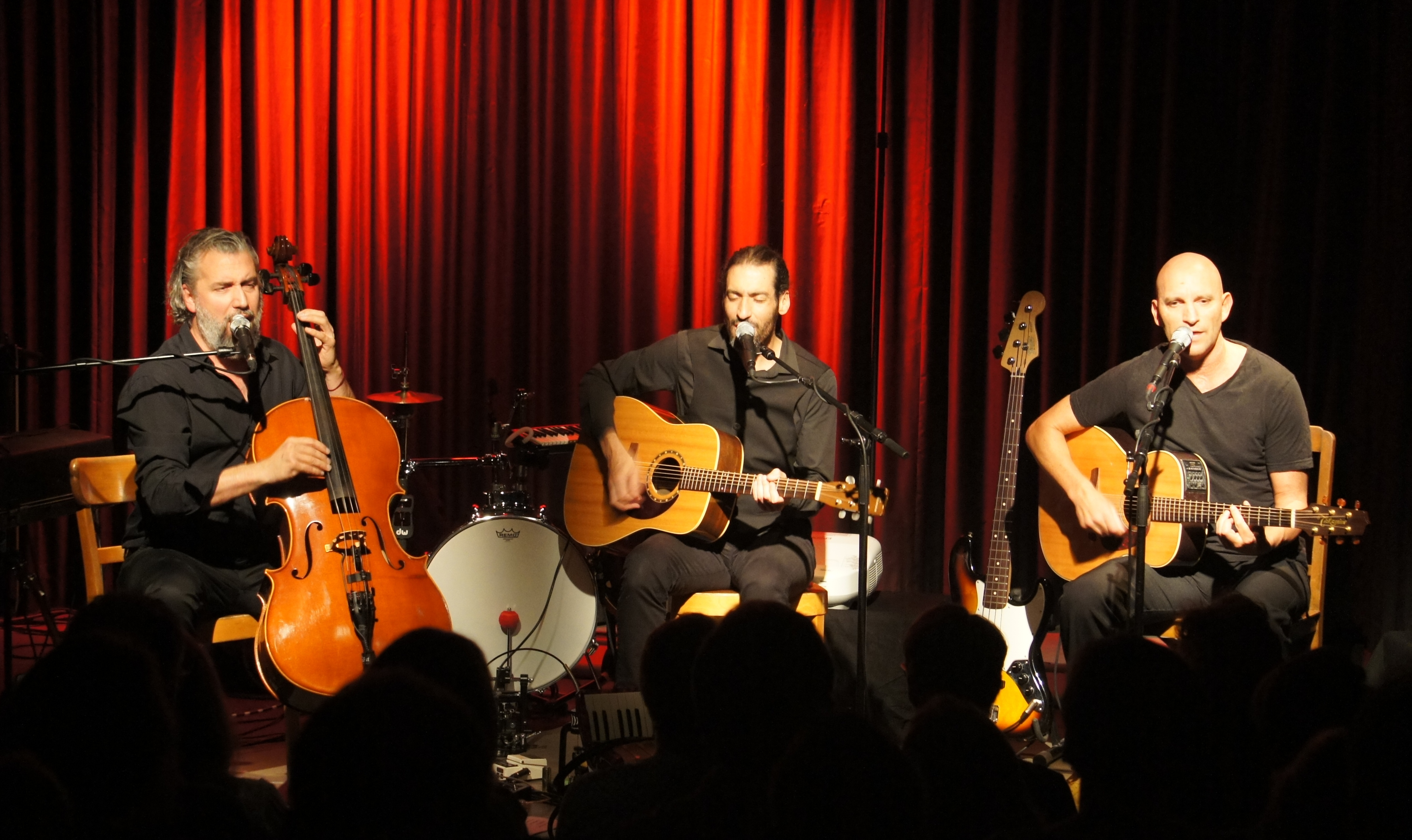
Heinz de Specht bei einem Auftritt im Diogenes Theater in Altstätten (2018)

Heinz de Specht war ein Schweizer Kleinkunst-Trio. Mitglieder waren Christian Weiss, Daniel Schaub und Roman Riklin. 2019 löste sich die Band nach 15 Jahren Bühnentätigkeit mit über 700 Konzerten, 6 Liederprogrammen und 6 Alben auf.

## Geschichte
Den ersten gemeinsamen Auftritt bestritten die drei Musiker im Oktober 2004 am „Acoustic Song Contest“ in Uster, wo sie den ersten Platz belegten. Ihre erste Tournee startete die Band im Theater am Hechtplatz in Zürich. „Heinz de Specht“ trat unter anderem 2007 auf dem Open Air St. Gallen und 2010 auf dem SummerDays Festival in Arbon auf. Auch beim „Bundesordner 2012“, dem satirischen Jahresrückblick am Casinotheater Winterthur, war das Trio im Januar 2013 mit von der Partie.
Weil das Cover der CD „Därf mer das?“ (2014) farblich die Marke „Aromat“ zitierte und den darauf abgebildeten „Knorrli“ mit einer kleinen Gitarre anstatt mit Kochkelle zeigte, wurde das Cover von Unilever verboten. Die CD war danach mit neuem Titelbild erhältlich. Als Antwort auf die SVP-Ausländerpolitik und -Wahlpropaganda sowie den Wahlkampfsong „Welcome to SVP“ veröffentlichte Heinz de Specht 2015 den sarkastischen Song „Afrika“. Das Video dazu wurde auf den Sozialen Medien rege geteilt und schliesst mit dem Aufruf «Du hast die Wahl – geh Wählen!»
2016 prangerte «Heinz de Specht» mit dem Lied „Nur din Job“ die Methoden der Boulevard-Reporter von Blick und Schweizer Illustrierte an, die über den Vierfachmord von Rupperswil berichteten und zeigt im Videoclip die Verantwortlichen mit Bild und Namen. Das Lied verbreitete sich schnell im Netz, blieb aber von den betroffenen Medien unkommentiert. Im selben Jahr wurde «Heinz de Specht» nominiert für den Schweizer KleinKunstPreis.
2017 spielte das Trio acht Konzerten, u. a. im Zürcher Volkshaus oder am  Arosa Humor-Festival, das Liederprogramm „Wunschkonzert“.
Im November 2018 startete „Heinz de Specht“ wie bei ihrer ersten Tournee im „Theater am Hechtplatz“ mit dem Liederabend „Tribute to Heinz de Specht“ seine Abschiedstour. Am 2. Juni 2019 fiel der letzte Vorhang. Nach der Auflösung wurde das Trio geehrt mit dem Swiss Comedy Award 2019 in der Kategorie Ensemble.
Die Heinz de Specht-Ex-Mitglieder Roman Riklin und Daniel Schaub sind seit 2020 als Duo Riklin & Schaub sowie in der Formation «Secondhand Orchestra» unterwegs.

## Programme
Die Liedprogramme von Heinz de Specht:
- 2006: Lieder aus der Vogelperspektive
- 2008: Macht uns fertig!
- 2011: Schön
- 2014: Party
- 2017: Wunschkonzert
- 2018: Tribute to Heinz de Specht (Abschiedstour)

## Diskografie
Alben:
- 2007: Lieder aus der Vogelperspektive[15]
- 2009: Macht uns fertig![16]
- 2012: Schön[17]
- 2014: Därf mer das?[18]
- 2015: Party[19]
- 2019: Tribute to Heinz de Specht[20]